# سرمبان
سرمبان (جاوی: سرمبن؛ به چینی: 芙蓉، به مینانگ‌کابائو: Soghomban) یک شهر در مالزی است که در نگاری سمبیلان واقع شده است.

## خصوصیات
سرمبان ۹۵۹ کیلومترمربع مساحت و ۵۵۵٬۹۳۵ نفر جمعیت دارد و ۷۹ متر بالاتر از سطح دریا واقع شده است.

## نگارخانه

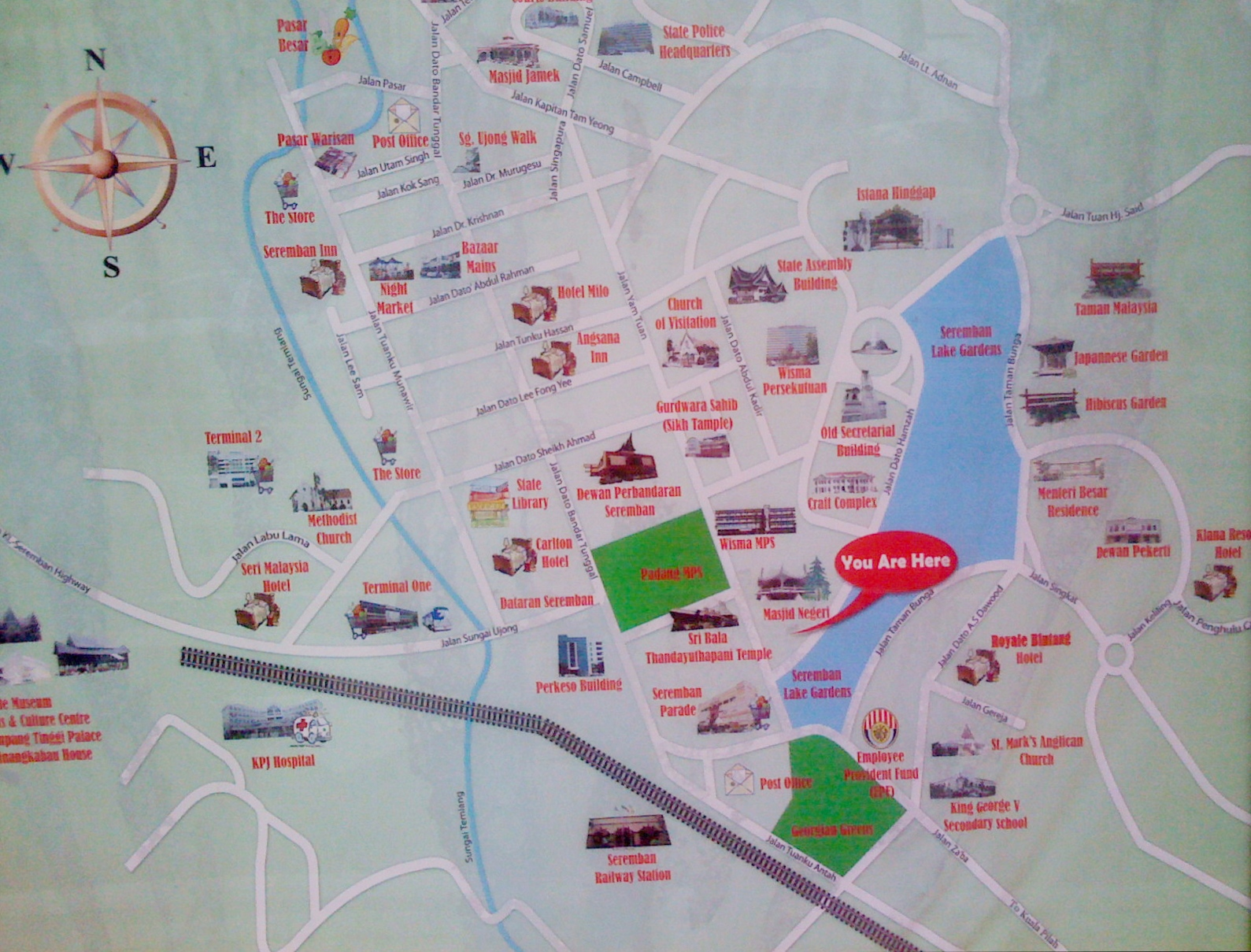
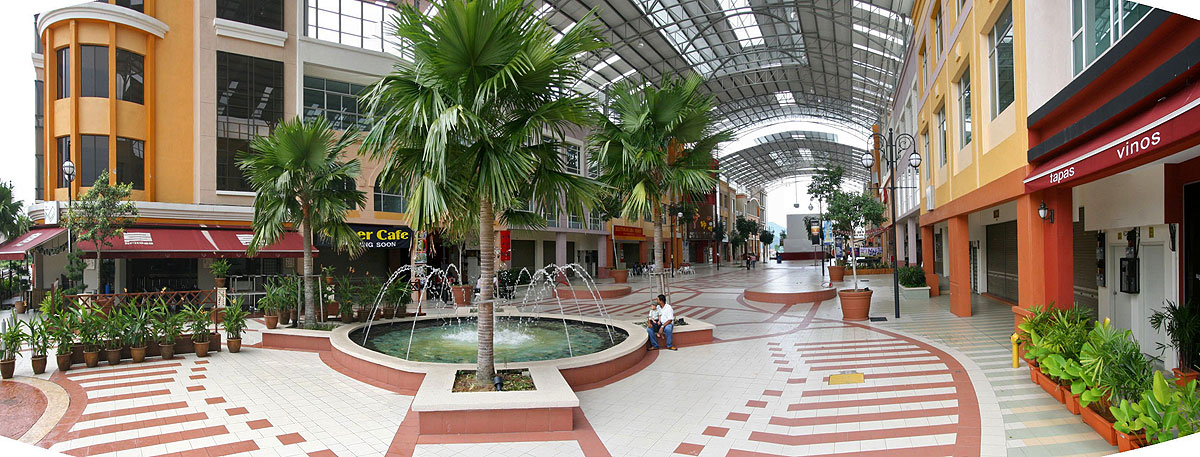